# الورد اللازم
الورد اللازم في الصوفية هو ورد منتظم يؤديه المريدون في الطريقة التيجانية فرديًا.

## الاستعراض
يتميز أعضاء الطريقة التيجانية الصوفية بعدد من الممارسات المتعلقة بحياتهم الروحية ومسارهم الصوفي.
أثناء طقوس البدء في الطريقة، يتلقى أحد المريدين الورد التيجاني، والذي يسمى أيضًا اللازمي ، من مقدم أو شيخ يمثل الطريقة السنية.
يقدم المقدم للمريد واجبات النظام، والتي تتضمن واجب نطق وتلاوة " الورد اللازم" وهي عملية تستغرق عادة من عشر إلى خمس عشرة دقيقة كل صباح بعد صلاة الفجر وبعد الظهر بعد صلاة العصر.
وهذه الطقوس تعود إلى أن الطريقة التيجانية ترى في العبادة شرطًا للزهد الذي يؤدي إلى الإيمان الحقيقي والسليم (إيمان (إسلام)). 
وهكذا فإن الورد اللازم يتناسب مع هذا التصور للتيجانية في الإيمان، وأن المؤمنين من هذه الطريقة الصوفية يجب أن يتفقوا على قراءة ثلاثة واجبات عبادة: الورد اللازم،والوظيفة، وذكر الجمعة.
لذلك فإن المواظبة على الواجبات علامة الاستقامة من المريدين الذين يحاول من خلالهم تقليد وتقليد الطرق الصوفية للنبي محمد وأصحابه.

## الممارسة
تتضمن الممارسة اليومية لتلاوة الورد اللازم، والتي لها جانب طقسي إلزامي، تكرار طقوس معينة تحتوي على ثمار صوفية على قلب المريد.
والورد اللازم هو صيغة فردية من الدعاء تتضمن تكرار:
- الاستغفار : «أستغفر الله» (100 مرة). [11]
- الصّلاة على النبي محمد [الإنجليزية] وتُسمى صلاة الفاتح 100 مرة.[12]
- الشهادة: «لا إله إلا الله» مائة مرة.[13]

كما يجب على المريدين أيضًا المشاركة بشكل جماعي في الوظيفة، وهي صيغة ترنيمة تشبه الورد اللازم والتي تُتلى وتُغنى في مجموعات، غالبًا في مسجد أو زاوية على أساس يومي أو أسبوعي.

## طالع أيضًا
- صلاة الفاتح
- دعاء
- الذكر
- إيمان (إسلام)
- استقامة (إسلام)

## روابط خارجية
- صلاة الفاتح :
  - Salah al-Fatih of the Tijaniyyah order على يوتيوب
- حضرة :
  - Hadra of the Tijaniyyah order على يوتيوب
  - Hadra of the Tijaniyyah order على يوتيوب
- الوظيفة :
  - Wazifa of the Tijaniyyah order على يوتيوب
  - Wazifa of the Tijaniyyah order على يوتيوب